# Arius subrostratus
Arius subrostratus är en fiskart som beskrevs av Valenciennes, 1840. Arius subrostratus ingår i släktet Arius och familjen Ariidae. Inga underarter finns listade i Catalogue of Life.